# Eliminatórias da Copa do Mundo FIFA de 2018 - Europa
A zona europeia das eliminatórias da Copa do Mundo FIFA de 2018 foi disputada entre setembro de 2016 a novembro de 2017. Garantiu 13 vagas diretas para a Copa do Mundo FIFA de 2018, além da vaga do anfitrião (Rússia).

## Formato
A competição foi disputada em duas fases:
- Primeira fase: As 54 seleções foram divididas em nove grupos (nove grupos de seis seleções) para jogarem partidas de ida e volta. Os primeiros colocados de cada grupo qualificaram-se para a Copa do Mundo FIFA de 2018 e os oito melhores segundos colocados avançaram para a segunda fase (play-offs).
- Segunda fase: Os oito melhores segundos colocados da primeira fase se enfrentaram em partidas de ida e volta. Os vencedores de cada partida qualificaram-se para a Copa do Mundo FIFA de 2018.

Com a admissão de Gibraltar e Kosovo como membros da FIFA em maio de 2016, ambas as equipes nacionais foram elegíveis para fazer suas estréias na eliminatória da Copa do Mundo. Com inicialmente dois dos grupos na primeira rodada com apenas cinco equipes, o Kosovo foi designado para o Grupo I, uma vez que foi decidido que a Bósnia e Herzegovina e a Sérvia não deveriam jogar contra o Kosovo por razões de segurança, e Gibraltar foi então adicionado ao Grupo H. Todos os 9 grupos tiveram seis equipes.

## Participantes
Além da Rússia, que se classificou automaticamente como anfitriã, todas as restantes 52 equipes nacionais afiliadas à FIFA da UEFA no prazo de inscrição de janeiro de 2015 entraram na qualificação.
Gibraltar, apesar de ser membro da UEFA desde 2013, não era um membro da FIFA no momento do prazo de inscrição e, portanto, não era elegível para entrar na qualificação para a Copa do Mundo da FIFA. Eles apelaram para o Tribunal de Arbitragem do Desporto para desafiar a recusa da FIFA em conceder a adesão para entrar na qualificação da Copa do Mundo. Em maio de 2016, o CAS foi encontrado a favor de Gibraltar e ordenou que a Fifa colocasse Gibraltar para a adesão à FIFA, o que permitiria que Gibraltar participasse das eliminatórias se a adesão fosse concedida.
O Kosovo tornou-se membro da UEFA em 3 de maio de 2016 e, juntamente com Gibraltar, candidatou-se ao Congresso da FIFA de 12 a 13 de maio de 2016. A FIFA confirmou que, no caso de ambas as associações terem conseguido se tornarem membros, teriam direito a participar as eliminatórias da Copa do Mundo da FIFA 2018, com a UEFA encarregada de integrá-los na competição.
Em 13 de maio de 2016, Kosovo e Gibraltar foram oficialmente admitidos como membros da FIFA, o que lhes permitiu competir. A UEFA criou uma força-tarefa para discutir como integrar as duas equipes na competição e, em 9 de junho de 2016, a UEFA anunciou que o Kosovo seria atribuído ao Grupo I, para evitar conhecer a Bósnia e Herzegovina por razões de segurança, e Gibraltar jogaria no Grupo H.

## Sorteio
O ranking da FIFA de julho de 2015 foi usado para determinar a distribuição das seleções entre os potes. Em consideração das relações políticas entre a Armênia e o Azerbaijão, a UEFA solicitou que a FIFA não sorteasse essas seleções em um mesmo grupo. O sorteio dos grupos foi realizado em São Petersburgo, Rússia, a 25 de julho de 2015.
| Pote 1 | Pote 2 | Pote 3                                                                                          | Pote 4                                                                                             | Pote 5 | Pote 6                                                                                                   |
| --- | --- | ----------------------------------------------------------------------------------------------- | -------------------------------------------------------------------------------------------------- | --- | --- |
| - Alemanha - Bélgica - Países Baixos - Portugal - Romênia - Inglaterra - País de Gales - Espanha - Croácia | - Eslováquia - Áustria - Itália - Suíça - Tchéquia - França - Islândia - Dinamarca - Bósnia e Herzegovina | - Ucrânia - Escócia - Polónia - Hungria - Suécia - Albânia - Irlanda do Norte - Sérvia - Grécia | - Turquia - Eslovênia - Israel - Irlanda - Noruega - Bulgária - Ilhas Faroé - Montenegro - Estónia | - Chipre - Letónia - Armênia - Finlândia - Bielorrússia - Macedônia do Norte - Azerbaijão - Lituânia - Moldávia | - Cazaquistão - Luxemburgo - Liechtenstein - Geórgia - Malta - San Marino - Andorra - Kosovo - Gibraltar |

## Primeira fase
|  | Equipes qualificadas para a Copa do Mundo de 2018 |
|  | Equipes qualificadas para a segunda fase          |
|  | Equipes eliminadas                                |

### Grupo A
| Pos | Equipe        | Pts | J  | V | E | D | GP | GC | SG  | Classificado                              |  | FRA | SWE | NED | BUL | LUX | BLR |
| --- | ------------- | --- | -- | - | - | - | -- | -- | --- | ----------------------------------------- |  | --- | --- | --- | --- | --- | --- |
| 1   | França        | 23  | 10 | 7 | 2 | 1 | 18 | 6  | +12 | qualificadas para a Copa do Mundo de 2018 |  | —   | 2–1 | 4–0 | 4–1 | 0–0 | 2–1 |
| 2   | Suécia        | 19  | 10 | 6 | 1 | 3 | 26 | 9  | +17 | qualificadas para a segunda fase          |  | 2–1 | —   | 1–1 | 3–0 | 8–0 | 4–0 |
| 3   | Países Baixos | 19  | 10 | 6 | 1 | 3 | 21 | 12 | +9  | Eliminado                                 |  | 0–1 | 2–0 | —   | 3–1 | 5–0 | 4–1 |
| 4   | Bulgária      | 13  | 10 | 4 | 1 | 5 | 14 | 19 | −5  | Eliminado                                 |  | 0–1 | 3–2 | 2–0 | —   | 4–3 | 1–0 |
| 5   | Luxemburgo    | 6   | 10 | 1 | 3 | 6 | 8  | 26 | −18 | Eliminado                                 |  | 1–3 | 0–1 | 1–3 | 1–1 | —   | 1–0 |
| 6   | Bielorrússia  | 5   | 10 | 1 | 2 | 7 | 6  | 21 | −15 | Eliminado                                 |  | 0–0 | 0–4 | 3–1 | 2–1 | 1–1 | —   |

### Grupo B
| Pos | Equipe      | Pts | J  | V | E | D | GP | GC | SG  | Classificado                              |  | POR | SUI | HUN | FRO | LVA | AND |
| --- | ----------- | --- | -- | - | - | - | -- | -- | --- | ----------------------------------------- |  | --- | --- | --- | --- | --- | --- |
| 1   | Portugal    | 27  | 10 | 9 | 0 | 1 | 32 | 4  | +28 | qualificadas para a Copa do Mundo de 2018 |  | —   | 2–0 | 3–0 | 5–1 | 4–1 | 6–0 |
| 2   | Suíça       | 27  | 10 | 9 | 0 | 1 | 23 | 7  | +16 | qualificadas para a segunda fase          |  | 2–0 | —   | 5–2 | 2–0 | 1–0 | 3–0 |
| 3   | Hungria     | 13  | 10 | 4 | 1 | 5 | 14 | 14 | 0   | Eliminado                                 |  | 0–1 | 2–3 | —   | 1–0 | 3–1 | 4–0 |
| 4   | Ilhas Faroé | 9   | 10 | 2 | 3 | 5 | 4  | 16 | −12 | Eliminado                                 |  | 0–6 | 0–2 | 0–0 | —   | 0–0 | 1–0 |
| 5   | Letónia     | 7   | 10 | 2 | 1 | 7 | 7  | 18 | −11 | Eliminado                                 |  | 0–3 | 0–3 | 0–2 | 0–2 | —   | 4–0 |
| 6   | Andorra     | 4   | 10 | 1 | 1 | 8 | 2  | 23 | −21 | Eliminado                                 |  | 0–2 | 1–2 | 1–0 | 0–0 | 0–1 | —   |

### Grupo C
| Pos | Equipe           | Pts | J  | V  | E | D  | GP | GC | SG  | Classificado                              |  | GER | NIR | CZE | NOR | AZE | SMR |
| --- | ---------------- | --- | -- | -- | - | -- | -- | -- | --- | ----------------------------------------- |  | --- | --- | --- | --- | --- | --- |
| 1   | Alemanha         | 30  | 10 | 10 | 0 | 0  | 43 | 4  | +39 | qualificadas para a Copa do Mundo de 2018 |  | —   | 2–0 | 3–0 | 6–0 | 5–1 | 7–0 |
| 2   | Irlanda do Norte | 19  | 10 | 6  | 1 | 3  | 17 | 6  | +11 | qualificadas para a segunda fase          |  | 1–3 | —   | 2–0 | 2–0 | 4–0 | 4–0 |
| 3   | Tchéquia         | 15  | 10 | 4  | 3 | 3  | 17 | 10 | +7  | Eliminado                                 |  | 1–2 | 0–0 | —   | 2–1 | 0–0 | 5–0 |
| 4   | Noruega          | 13  | 10 | 4  | 1 | 5  | 17 | 16 | +1  | Eliminado                                 |  | 0–3 | 1–0 | 1–1 | —   | 2–0 | 4–1 |
| 5   | Azerbaijão       | 10  | 10 | 3  | 1 | 6  | 10 | 19 | −9  | Eliminado                                 |  | 1–4 | 0–1 | 2–1 | 1–0 | —   | 5–1 |
| 6   | San Marino       | 0   | 10 | 0  | 0 | 10 | 2  | 51 | −49 | Eliminado                                 |  | 0–8 | 0–3 | 0–6 | 0–8 | 0–1 | —   |

### Grupo D
| Pos | Equipe        | Pts | J  | V | E | D | GP | GC | SG  | Classificado                              |  | SRB | IRL | WAL | AUT | GEO | MDA |
| --- | ------------- | --- | -- | - | - | - | -- | -- | --- | ----------------------------------------- |  | --- | --- | --- | --- | --- | --- |
| 1   | Sérvia        | 21  | 10 | 6 | 3 | 1 | 20 | 10 | +10 | qualificadas para a Copa do Mundo de 2018 |  | —   | 2–2 | 1–1 | 3–2 | 1–0 | 3–0 |
| 2   | Irlanda       | 19  | 10 | 5 | 4 | 1 | 12 | 6  | +6  | qualificadas para a segunda fase          |  | 0–1 | —   | 0–0 | 1–1 | 1–0 | 2–0 |
| 3   | País de Gales | 17  | 10 | 4 | 5 | 1 | 13 | 6  | +7  | Eliminado                                 |  | 1–1 | 0–1 | —   | 1–0 | 1–1 | 4–0 |
| 4   | Áustria       | 15  | 10 | 4 | 3 | 3 | 14 | 12 | +2  | Eliminado                                 |  | 3–2 | 0–1 | 2–2 | —   | 1–1 | 2–0 |
| 5   | Geórgia       | 5   | 10 | 0 | 5 | 5 | 8  | 14 | −6  | Eliminado                                 |  | 1–3 | 1–1 | 0–1 | 1–2 | —   | 1–1 |
| 6   | Moldávia      | 2   | 10 | 0 | 2 | 8 | 4  | 23 | −19 | Eliminado                                 |  | 0–3 | 1–3 | 0–2 | 0–1 | 2–2 | —   |

### Grupo E
| Pos | Equipe      | Pts | J  | V | E | D | GP | GC | SG  | Classificado                              |  | POL | DEN | MNE | ROU | ARM | KAZ |
| --- | ----------- | --- | -- | - | - | - | -- | -- | --- | ----------------------------------------- |  | --- | --- | --- | --- | --- | --- |
| 1   | Polónia     | 25  | 10 | 8 | 1 | 1 | 28 | 14 | +14 | qualificadas para a Copa do Mundo de 2018 |  | —   | 3–2 | 4–2 | 3–1 | 2–1 | 3–0 |
| 2   | Dinamarca   | 20  | 10 | 6 | 2 | 2 | 20 | 8  | +12 | qualificadas para a segunda fase          |  | 4–0 | —   | 0–1 | 1–1 | 1–0 | 4–1 |
| 3   | Montenegro  | 16  | 10 | 5 | 1 | 4 | 20 | 12 | +8  | Eliminado                                 |  | 1–2 | 0–1 | —   | 1–0 | 4–1 | 5–0 |
| 4   | Romênia     | 13  | 10 | 3 | 4 | 3 | 12 | 10 | +2  | Eliminado                                 |  | 0–3 | 0–0 | 1–1 | —   | 1–0 | 3–1 |
| 5   | Armênia     | 7   | 10 | 2 | 1 | 7 | 10 | 26 | −16 | Eliminado                                 |  | 1–6 | 1–4 | 3–2 | 0–5 | —   | 2–0 |
| 6   | Cazaquistão | 3   | 10 | 0 | 3 | 7 | 6  | 26 | −20 | Eliminado                                 |  | 2–2 | 1–3 | 0–3 | 0–0 | 1–1 | —   |

### Grupo F
| Pos | Equipe     | Pts | J  | V | E | D | GP | GC | SG  | Classificado                              |  | ENG | SVK | SCO | SVN | LTU | MLT |
| --- | ---------- | --- | -- | - | - | - | -- | -- | --- | ----------------------------------------- |  | --- | --- | --- | --- | --- | --- |
| 1   | Inglaterra | 26  | 10 | 8 | 2 | 0 | 18 | 3  | +15 | qualificadas para a Copa do Mundo de 2018 |  | —   | 2–1 | 3–0 | 1–0 | 2–0 | 2–0 |
| 2   | Eslováquia | 18  | 10 | 6 | 0 | 4 | 17 | 7  | +10 | Eliminado                                 |  | 0–1 | —   | 3–0 | 1–0 | 4–0 | 3–0 |
| 3   | Escócia    | 18  | 10 | 5 | 3 | 2 | 17 | 12 | +5  | Eliminado                                 |  | 2–2 | 1–0 | —   | 1–0 | 1–1 | 2–0 |
| 4   | Eslovênia  | 15  | 10 | 4 | 3 | 3 | 12 | 7  | +5  | Eliminado                                 |  | 0–0 | 1–0 | 2–2 | —   | 4–0 | 2–0 |
| 5   | Lituânia   | 6   | 10 | 1 | 3 | 6 | 7  | 20 | −13 | Eliminado                                 |  | 0–1 | 1–2 | 0–3 | 2–2 | —   | 2–0 |
| 6   | Malta      | 1   | 10 | 0 | 1 | 9 | 3  | 25 | −22 | Eliminado                                 |  | 0–4 | 1–3 | 1–5 | 0–1 | 1–1 | —   |

### Grupo G
| Pos | Equipe             | Pts | J  | V | E | D  | GP | GC | SG  | Classificado                              |  | ESP | ITA | ALB | ISR | MKD | LIE |
| --- | ------------------ | --- | -- | - | - | -- | -- | -- | --- | ----------------------------------------- |  | --- | --- | --- | --- | --- | --- |
| 1   | Espanha            | 28  | 10 | 9 | 1 | 0  | 36 | 3  | +33 | qualificadas para a Copa do Mundo de 2018 |  | —   | 3–0 | 3–0 | 4–1 | 4–0 | 8–0 |
| 2   | Itália             | 23  | 10 | 7 | 2 | 1  | 21 | 8  | +13 | qualificadas para a segunda fase          |  | 1–1 | —   | 2–0 | 1–0 | 1–1 | 5–0 |
| 3   | Albânia            | 13  | 10 | 4 | 1 | 5  | 10 | 13 | −3  | Eliminado                                 |  | 0–2 | 0–1 | —   | 0–3 | 2–1 | 2–0 |
| 4   | Israel             | 12  | 10 | 4 | 0 | 6  | 10 | 15 | −5  | Eliminado                                 |  | 0–1 | 1–3 | 0–3 | —   | 0–1 | 2–1 |
| 5   | Macedônia do Norte | 11  | 10 | 3 | 2 | 5  | 15 | 15 | 0   | Eliminado                                 |  | 1–2 | 2–3 | 1–1 | 1–2 | —   | 4–0 |
| 6   | Liechtenstein      | 3   | 13 | 0 | 3 | 10 | 1  | 39 | −38 | Eliminado                                 |  | 0–8 | 0–4 | 0–2 | 0–1 | 0–3 | —   |

### Grupo H
| Pos | Equipe               | Pts | J  | V | E | D  | GP | GC | SG  | Classificado                              |  | BEL | GRE | BIH | EST | CYP | GIB |
| --- | -------------------- | --- | -- | - | - | -- | -- | -- | --- | ----------------------------------------- |  | --- | --- | --- | --- | --- | --- |
| 1   | Bélgica              | 28  | 10 | 9 | 1 | 0  | 43 | 6  | +37 | qualificadas para a Copa do Mundo de 2018 |  | —   | 1–1 | 4–0 | 8–1 | 4–0 | 9–0 |
| 2   | Grécia               | 19  | 10 | 5 | 4 | 1  | 17 | 6  | +11 | qualificadas para a segunda fase          |  | 1–2 | —   | 1–1 | 0–0 | 2–0 | 4–0 |
| 3   | Bósnia e Herzegovina | 17  | 10 | 5 | 2 | 3  | 24 | 13 | +11 | Eliminado                                 |  | 3–4 | 0–0 | —   | 5–0 | 2–0 | 5–0 |
| 4   | Estónia              | 11  | 10 | 3 | 2 | 5  | 13 | 19 | −6  | Eliminado                                 |  | 0–2 | 0–2 | 1–2 | —   | 1–0 | 4–0 |
| 5   | Chipre               | 10  | 10 | 3 | 1 | 6  | 9  | 18 | −9  | Eliminado                                 |  | 0–3 | 1–2 | 3–2 | 0–0 | —   | 3–1 |
| 6   | Gibraltar            | 0   | 10 | 0 | 0 | 10 | 3  | 47 | −44 | Eliminado                                 |  | 0–6 | 1–4 | 0–4 | 0–6 | 1–2 | —   |

### Grupo I
| Pos | Equipe    | Pts | J  | V | E | D | GP | GC | SG  | Classificado                              |  | ISL | CRO | UKR | TUR | FIN | KVX |
| --- | --------- | --- | -- | - | - | - | -- | -- | --- | ----------------------------------------- |  | --- | --- | --- | --- | --- | --- |
| 1   | Islândia  | 22  | 10 | 7 | 1 | 2 | 16 | 7  | +9  | qualificadas para a Copa do Mundo de 2018 |  | —   | 1–0 | 2–0 | 2–0 | 3–2 | 2–0 |
| 2   | Croácia   | 20  | 10 | 6 | 2 | 2 | 15 | 4  | +11 | qualificadas para a segunda fase          |  | 2–0 | —   | 1–0 | 1–1 | 1–1 | 1–0 |
| 3   | Ucrânia   | 17  | 10 | 5 | 2 | 3 | 13 | 9  | +4  | Eliminado                                 |  | 1–1 | 0–2 | —   | 2–0 | 1–0 | 3–0 |
| 4   | Turquia   | 15  | 10 | 4 | 3 | 3 | 14 | 13 | +1  | Eliminado                                 |  | 0–3 | 1–0 | 2–2 | —   | 2–0 | 2–0 |
| 5   | Finlândia | 9   | 10 | 2 | 3 | 5 | 9  | 13 | −4  | Eliminado                                 |  | 1–0 | 0–1 | 1–2 | 2–2 | —   | 1–1 |
| 6   | Kosovo    | 1   | 10 | 0 | 1 | 9 | 3  | 24 | −21 | Eliminado                                 |  | 1–2 | 0–6 | 0–2 | 1–4 | 0–1 | —   |

### Melhores segundos colocados
Na época do sorteio, os grupos H e I tiveram uma equipe menos do que os outros grupos, então foi anunciado que as partidas contra a última equipe colocada em cada um dos grupos de seis equipes não seriam incluídas no ranking dos segundo colocados. A UEFA confirmou que, mesmo após a admissão de Kosovo e Gibraltar e com todos os grupos contendo seis equipes, este regulamento não mudou e as partidas contra as equipes na sexta colocação em todos os grupos ainda serão descartadas. Como resultado, apenas oito partidas jogadas por cada equipe serão contadas na tabela dos segundo colocados.
Os oito melhores segundos colocados são determinados pelos seguintes parâmetros, nesta ordem:
1. Maior número de pontos
2. Saldo de gols
3. Maior número de gols marcados
4. Maior número de gols marcados jogando como visitante
5. Pontos de fair play

| Pos | Grp | Equipe           | Pts | J | V | E | D | GP | GC | SG  | Classificado                              |
| --- | --- | ---------------- | --- | - | - | - | - | -- | -- | --- | ----------------------------------------- |
| 1   | B   | Suíça            | 21  | 8 | 7 | 0 | 1 | 18 | 6  | +12 | Equipes qualificadas para a segunda fase) |
| 2   | G   | Itália           | 17  | 8 | 5 | 2 | 1 | 12 | 8  | +4  | Equipes qualificadas para a segunda fase) |
| 3   | E   | Dinamarca        | 14  | 8 | 4 | 2 | 2 | 13 | 6  | +7  | Equipes qualificadas para a segunda fase) |
| 4   | I   | Croácia          | 14  | 8 | 4 | 2 | 2 | 8  | 4  | +4  | Equipes qualificadas para a segunda fase) |
| 5   | A   | Suécia           | 13  | 8 | 4 | 1 | 3 | 18 | 9  | +9  | Equipes qualificadas para a segunda fase) |
| 6   | C   | Irlanda do Norte | 13  | 8 | 4 | 1 | 3 | 10 | 6  | +4  | Equipes qualificadas para a segunda fase) |
| 7   | H   | Grécia           | 13  | 8 | 3 | 4 | 1 | 9  | 5  | +4  | Equipes qualificadas para a segunda fase) |
| 8   | D   | Irlanda          | 13  | 8 | 3 | 4 | 1 | 7  | 5  | +2  | Equipes qualificadas para a segunda fase) |
| 9   | F   | Eslováquia       | 12  | 8 | 4 | 0 | 4 | 11 | 6  | +5  | Eliminado                                 |

## Segunda fase
Os melhores segundos colocados de cada grupo disputam esta fase.
O sorteio foi realizado em 17 de outubro de 2017 na sede da FIFA em Zurique na Suíça. As oito equipes foram classificadas pelo Ranking Mundial da FIFA, publicado em 16 de outubro de 2017, com as quatro melhores equipes no pote 1 e as quatro restantes no pote 2. Equipes do pote 1 jogaram contra equipes do pote 2 em partidas de ida e volta, com a ordem das partidas decididas por sorteio.
Os vencedores se classificaram para a Copa do Mundo FIFA de 2018.

### Seleções classificadas
Os seguintes times participaram da segunda fase:
| Pote 1                                                     | Pote 2                                                             |
| ---------------------------------------------------------- | ------------------------------------------------------------------ |
| - Suíça (11) - Itália (15) - Croácia (18) - Dinamarca (19) | - Irlanda do Norte (23) - Suécia (25) - Irlanda (26) - Grécia (47) |

### Partidas
As partidas de ida foram disputadas entre os dias 9 e 11 de novembro e as partidas de volta entre 12 e 14 de novembro de 2017.
| Equipe 1         | Total | Equipe 2 | 1.º jogo | 2.º jogo |
| ---------------- | ----- | -------- | -------- | -------- |
| Irlanda do Norte | 0–1   | Suíça    | 0–1      | 0–0      |
| Croácia          | 4–1   | Grécia   | 4–1      | 0–0      |
| Dinamarca        | 5–1   | Irlanda  | 0–0      | 5–1      |
| Suécia           | 1–0   | Itália   | 1–0      | 0–0      |

## Artilharia
16 gols (1)
- POL Robert Lewandowski

15 gols (1)
- POR Cristiano Ronaldo

11 gols (2)
- BEL Romelu Lukaku
- DEN Christian Eriksen

9 gols (1)
- POR André Silva

8 gols (1)
- SWE Marcus Berg

7 gols (1)
- MNE Stevan Jovetić

6 gols (6)
- BEL Eden Hazard
- GRE Konstantinos Mitroglou
- ITA Ciro Immobile
- NED Arjen Robben
- SRB Aleksandar Mitrović
- UKR Andriy Yarmolenko

Para a lista completa dos artilheiros, veja a seção de cada grupo:
- Grupo A
- Grupo B
- Grupo C
- Grupo D
- Grupo E
- Grupo F
- Grupo G
- Grupo H
- Grupo I
- Segunda Fase